# Return of the Dream Canteen
Return of the Dream Canteen is het dertiende studioalbum van de Amerikaanse rockband Red Hot Chili Peppers. Het werd onder Warner Records uitgebracht op 14 oktober 2022. Het album werd tegelijk opgenomen met het vorige album, Unlimited Love, dat in april 2022 uitkwam.

## Achtergrond en productie
De liedjes van Return of the Dream Canteen werden tegelijkertijd geschreven en opgenomen als die van Unlimited Love, tussen november 2020 en augustus 2021. In totaal werden er bijna vijftig liedjes geschreven. Aanvankelijk wilde de groep er daarvan veertig uitbrengen op één album, maar Warner Records stuurde erop aan ze te spreiden over twee albums. De band verdeelde de nummers dan een voor een onder de twee albums om ervoor te zorgen dat die zoveel mogelijk los van elkaar zouden staan.
De titel van het album zou een verwijzing zijn naar de grote bron van creativiteit die de bandleden vonden tijdens de coronapandemie, doordat ze toen meer tijd hadden om liedjes te schrijven. Ook de terugkeer van gitarist John Frusciante bij de band na een afwezigheid van tien jaar zou een belangrijke rol gespeeld hebben bij het creatieve proces.
Het nummer "Eddie" is opgedragen aan Eddie Van Halen, die in oktober 2020 overleed.

## Lijst met nummers
1. "Tippa my Tongue" – 4:20
2. "Peace and Love" – 4:03
3. "Reach Out" – 4:11
4. "Eddie" – 5:41
5. "Fake as Fu@k" – 4:22
6. "Bella" – 4:51
7. "Roulette" – 4:57
8. "My Cigarette" – 4:24
9. "Afterlife" – 4:13
10. "Shoot me a Smile" – 3:43
11. "Handful" – 4:01
12. "The Drummer" – 3:24
13. "Bag of Grins" – 5:05
14. "La La La La La La La La" – 3:57
15. "Copperbelly" – 3:44
16. "Carry me Home" – 4:13
17. "In the Snow" – 5:55

## Ontvangst
Het album werd over het algemeen goed ontvangen. Op Metacritic kreeg het een score van 69/100 en een gebruikersbeoordeling van 7.8/10. Het Amerikaanse tijdschrift Rolling Stone had vooral lof voor het gitaarwerk van Frusciante in de nummers "Eddie" en "Handful".